# Billy Fisher
William Fisher, detto Billy (Craigneuk, 14 marzo 1940 – Wishaw, 6 ottobre 2018), è stato un pugile britannico.

## Palmarès
- Giochi olimpici

Roma 1960: bronzo nei pesi superwelter.